# Jacopo Gaddi
Jacopo Gaddi (né vers 1600 à Florence et mort vers 1677 dans la même ville) est un philologue et poète italien.

## Biographie
Né à Florence au commencement du XVIIe siècle, membre de l’académie de’ Svegliati de cette ville, Jacopo Gaddi a composé beaucoup d’ouvrages en prose et en vers en latin et en italien. Le mépris avec lequel il a parlé, dans une de ses œuvres, de plusieurs littérateurs allemands, lui a attiré l’animadversion de Daniel Georg Morhof. Mais le désir de venger ses compatriotes a sans doute emporté Morhof beaucoup trop loin ; car on ne peut supposer que si Gaddi eût été aussi ignorant que son adversaire l’assure, il aurait pu trouver autant d’approbateurs parmi les savants d’Italie.

## Œuvres
- Corollarium poeticum sive poematum libri duo, Padoue, 1628 ; Florence, 1636, in-4°. Barlæus dit que le style de ces poésies est élevé ; que les épigrammes sont agréables, et que l’auteur a réussi particulièrement dans les sylves, genre de pièces où il a fait entrer des vers de plusieurs mesures, à l’imitation de Pindare[1].
- Adlocutiones et elogia exemplaria, cabbalistica, oratoria, mixta, sepulcralia, Florence, 1636, in-4°.
- Elogia historica tum soluta cum vincta numeris oratione perscripta et notis illustrata, ibid., 1637, in-4° ; traduit en italien par les membres de l’académie de’ Svegliati, ibid., 1639, in-4°.
- Elogiographum scilicet elogia omni genere, ibid., 1638, in-4°.
- Corona elogiastica et poetica, Fermo, 1643, in-4°. Negri en cite une édition de Bologne, 1637.
- Trattato istorico della famiglia de’ Gaddi, Padoue, 1642, in-4°.
- De scriptoribus non ecclesiasticis, græcis, latinis et italicis ; critico-historicum et bipartitum opus, 2 vol. in-fol. ; le premier imprimé à Florence, en 1648, et le second à Lyon, en 1649. C’est cet ouvrage qui échauffa la bile de Morhof. Le titre, dit-il, en est magnifique ; mais on y trouve plus de mots que de choses. Philippe Labbe[2] en porte un jugement encore plus sévère ; il accuse Gaddi d’avoir traité de choses qu’il ne savait pas, et d’avoir entassé dans son ouvrage autant de mensonges que de mots. David Clément lui reproche d’avoir parlé très superficiellement des auteurs dont il donne la nomenclature, et de n’indiquer exactement ni les titres, ni les éditions de leurs ouvrages. Cependant l’ouvrage de Gaddi a reçu beaucoup d’éloges par Girolamo Ghilini, Grégoire Leti et surtout le judicieux Girolamo Tiraboschi, qui place ce livre au nombre des meilleurs qui aient paru dans le XVIIe siècle.
- Poetici Lusus, Venise, 1655, in-12.

On conservait dans la bibliothèque de sa famille les ouvrages qu’il a laissés manuscrits, et dont on trou la liste dans l’Istoria degli scrittori fiorentini du père Negri, pag. 327.